# Hrabstwo Valencia
Hrabstwo Valencia (ang. Valencia County) – hrabstwo w stanie Nowy Meksyk w Stanach Zjednoczonych.

## Miasta
- Belen
- Peralta

## Wioski
- Bosque Farms
- Los Lunas

## CDP
- Adelino
- Casa Colorada
- Chical
- El Cerro
- El Cerro Mission
- Highland Meadows
- Jarales
- Las Maravillas
- Los Chaves
- Los Trujillos-Gabaldon
- Madrone
- Meadow Lake
- Monterey Park
- Pueblitos
- Rio Communities
- Rio Communities North
- Sausal
- Tome
- Valencia